# Майдалькини, Олимпия
Олимпия Майдалькини (итал. Olimpia Maidalchini; 26 мая 1591, Витербо, Папская область — 27 сентября 1657, Сан-Мартино-аль-Чимино, Папская область), также известная как донна Олимпия, — итальянская аристократка, невестка папы римского Иннокентия X (Памфили) (1644—1655), имевшая огромное влияние в период его понтификата и прозванная при папском дворе «папесса». Одна из влиятельнейших женщин в истории папства.
Её не следует путать с её невесткой Олимпией Альдобрандини, которая вышла замуж за ее сына Камилло.

## Ранняя жизнь
Олимпия Майдалькини родилась в Витербо 26 мая 1591 года и была старшей из трёх дочерей Сфорца Майдалькини, кондотьера, и Виттории Гуалтерио, патрицианки из Орвието и Рима. Виттория была дворянкой из Витербо, дочерью Джулио Гуалтерио (который был сыном Себастьяно Гуалтерио, епископа Витербо, папского нунция во Франции и на Тридентском соборе).
Её семья была в меру богатая. Чтобы сохранить семейную собственность для своего единственного сына, Сфорца Майдалькини решил, что его дочери должны вступить на религиозную стезю, где приданое для поступления в монастырь было меньше, чем требовалось для подходящего брака. Олимпия отказалась, и в 1608 году вышла замуж за Паоло Нини, одного из богатейших людей в Витербо. Двое их детей умерли в младенчестве, а сам Нини умер в 1611 году в возрасте двадцати трёх лет.
Её второй брак был с Памфилио Памфили, старшим братом кардинала Джованни Баттиста Памфили, будущего Папы Иннокентия X. Кардинал был назначен апостольским нунцием в Неаполитанском королевстве, и Памфилио и его жена присоединились к нему, живя в доме, примыкающем к апостольской нунциатуре. Их сын Камилло Франческо Мария Памфили родился в Неаполе 21 февраля 1622 года.
По возвращении из Неаполя братья разделили наследственный семейный дворец, находящийся между пьяцца Навона и пьяцца Паскуино, построенный вокруг первоначального ядра здания, купленного первыми Памфили, когда они прибыли из Губбио. Отдельные крылья дворца вмещали как двор кардинала, так и резиденцию для семьи старшего брата.

## Кардинал-племянник

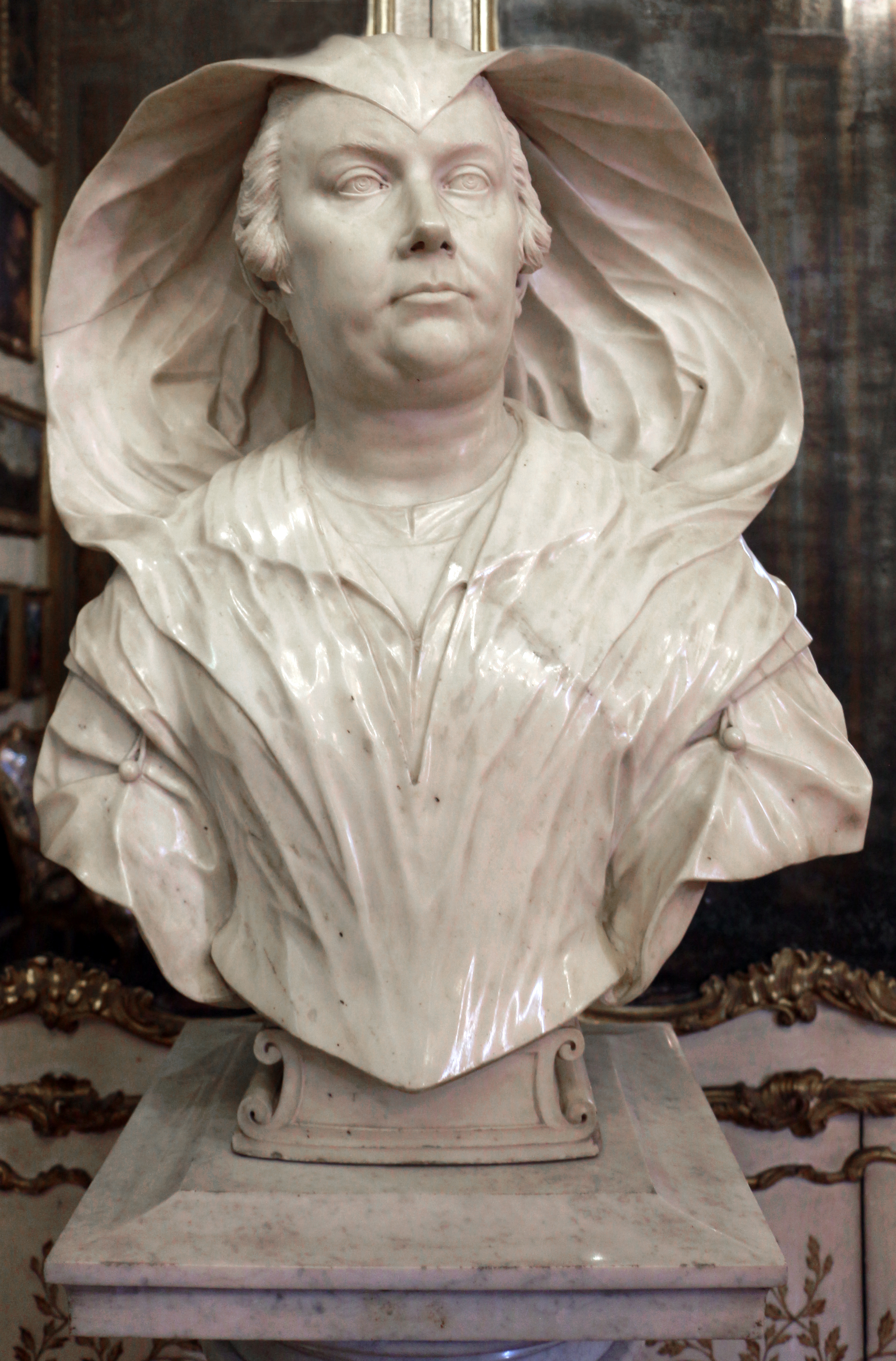
Бюст Олимпии Майдалькини, работы Алессандро Альгарди, 1646-1647 годы

После смерти Памфилио в 1639 году Олимпия и кардинал Памфили обдумывали перспективу брака для её сына Камилло, чтобы продлить род, предпочтительно был тот брак, который также был бы политически выгоден. В сентябре 1644 года кардинал Памфили был избран Папой под именем Иннокентий X. Поскольку Папа обычно находил куриальную бюрократию, занятую укоренившимися назначенцами своего предшественника, было обычной практикой назначать доверенного родственника для надзора за администрацией. Вскоре после избрания Иннокентий X возвёл сына покойного брата, Камилло в должность кардинала-племянника. 14 ноября 1644 года Иннокентий X сделал кардинала-племянника Камилло Памфили генералом Церкви, легатом в Авиньоне, секретарём бреве и префектом судебного трибунала, известного как Сигнатура Правосудия. В то же время он перераспределил некоторые обязанности этой должности кардиналу-государственному секретарю Джованни Джакомо Панчироли, с военными обязанностями, возложенными на Андреа Джустиниани и Никколо I Людовизи, которые женились на племянницах Иннокентия X, Марии Фламинии и Костанце.
Согласно Теодоро Амейдену, к 1646 году Папа снова подумывал устроить брак для своего племянника, единственного наследника мужского пола римских Памфили, и в этот момент на горизонте вновь появилась возможность вступления в брак с влиятельной семьёй Барберини. Тем не менее 21 января 1647 года Камилло отказался от сана кардинала, чтобы 10 февраля жениться на Олимпии Альдобрандини, внучатой племяннице Папы Климента VIII и вдовы Паоло Боргезе.

## Влияние
Донна Олимпия Майдалькини является женщиной великого духа, но ее единственный авторитетный титул — жёсткий экономист. Когда должности становятся вакантными при дворе, ничего не может быть решено без её волеизъявления, когда церковные бенефиции должны были быть распределены, служителям Датарии было приказано отложить все встречи до тех пор, пока её не уведомят ее о характере этих бенефиций, и тогда она сможет выбрать такую, которая ей больше всего понравится, если епископские кафедры должны были быть дарованы, именно к ней обращались кандидаты, и то, что наиболее действенно возмущало каждый праведный ум, состояло в том, чтобы видеть, что предпочтение отдавалось тем, кто был наиболее либеральным в подношении.
После смерти Памфилио она стала главной советницей Иннокентия Х. Затем Иннокентий назначил семнадцатилетнего Франческо Майдалькини на ныне сокращенную должность кардинала-племянника. Франческо был сыном Андреа Майдалькини, брата Олимпии. Олимпия, по-видимому, пыталась повлиять на решения своего племянника, однако он оказался настолько некомпетентным, что в 1650 году Иннокентий Х искал ему замену.
Камилло Асталли принадлежал к знатной, но относительно бедной семье из Самбучи. Он часто упоминается как двоюродный брат Олимпии Майдалькини. Родство было через брак его брата с племянницей Олимпии, Екатериной Майдалькини Тиберия. Асталли учился в Римской коллегии и в 1640 году окончил Сапиенцу с докторской степенью в области гражданского и церковного права. Затем он начал карьеру в качестве консисторского адвоката. Олимпия, по-видимому, сыграла важную роль в назначении Астали на пост секретаря государственного секретаря Святого Престола кардинала Джованни Джакомо Панчироли. Панчироли затем стал наставником Астали.
Когда Франческо Майдалькини потерпел полнейшее фиаско как кардинал-племянник, Папа Иннокентий обратился за советом к своему кардиналу-государственному секретарю, а кардинал Панчироли предложил Асталли. 19 сентября 1650 года Папа возвёл Асталли в кардиналы, которого одновременно усыновил, приняв в семью Памфили (как Камилло Асталли-Памфили) и назначил его кардиналом-племянником. Иннокентий также подарил ему значительный доход: палаццо Памфили на пьяцца Навона и виллу за пределами Порта-Сан-Панкрацио .
Однако щедрость Папы вызвала гнев семьи Памфили, особенно донны Олимпии. Панчироли и Асталли навлекли на себя их безжалостную враждебность. Из-за постоянных нападок и плохого состояния здоровья Панчироли умер 3 сентября 1651 года. Столкнувшись с враждебностью донны Олимпии и семьи Памфили, Асталли искал нового покровителя в лице испанского короля Филиппа IV.
Кардинал Дечио Аццолино был помощником Панчироли, Олимпия Майдалькини была его покровителем. Аццолино управлял Государственным секретариатом до возвращения из Германии епископа Фабио Киджи, который был назначен государственным секретарём в декабре 1651 года. Аццолино был также опытным шифровальщиком и следователем. Когда Неаполитанское королевство узнало о планах вторжения Генриха II, герцога де Гиза, в феврале 1654 года Аццолино пришел к выводу, что нарушение, вероятно, должно было исходить от кардинала-племянника Асталли. Астли был уволен и отослан из Рима и Олимпия сделалась «абсолютной хозяйкой в доме»..

## Титулы
Как и другие Папы этой эпохи, Папа Иннокентий X, как монарх Папского государства даровал «королевские» титулы некоторым своим ближайшим приближенным и семье. 7 октября 1645 года Олимпия Майдалькини получила почётный титул «принцессы Сан-Мартино», по сути превратив небольшой анклав Сан-Мартино-аль-Чимино в своё личное княжество. Титул принёс не больше власти и ответственности, чем те, которыми она уже владела как матриарх Памфили.

## Ослабление влияния

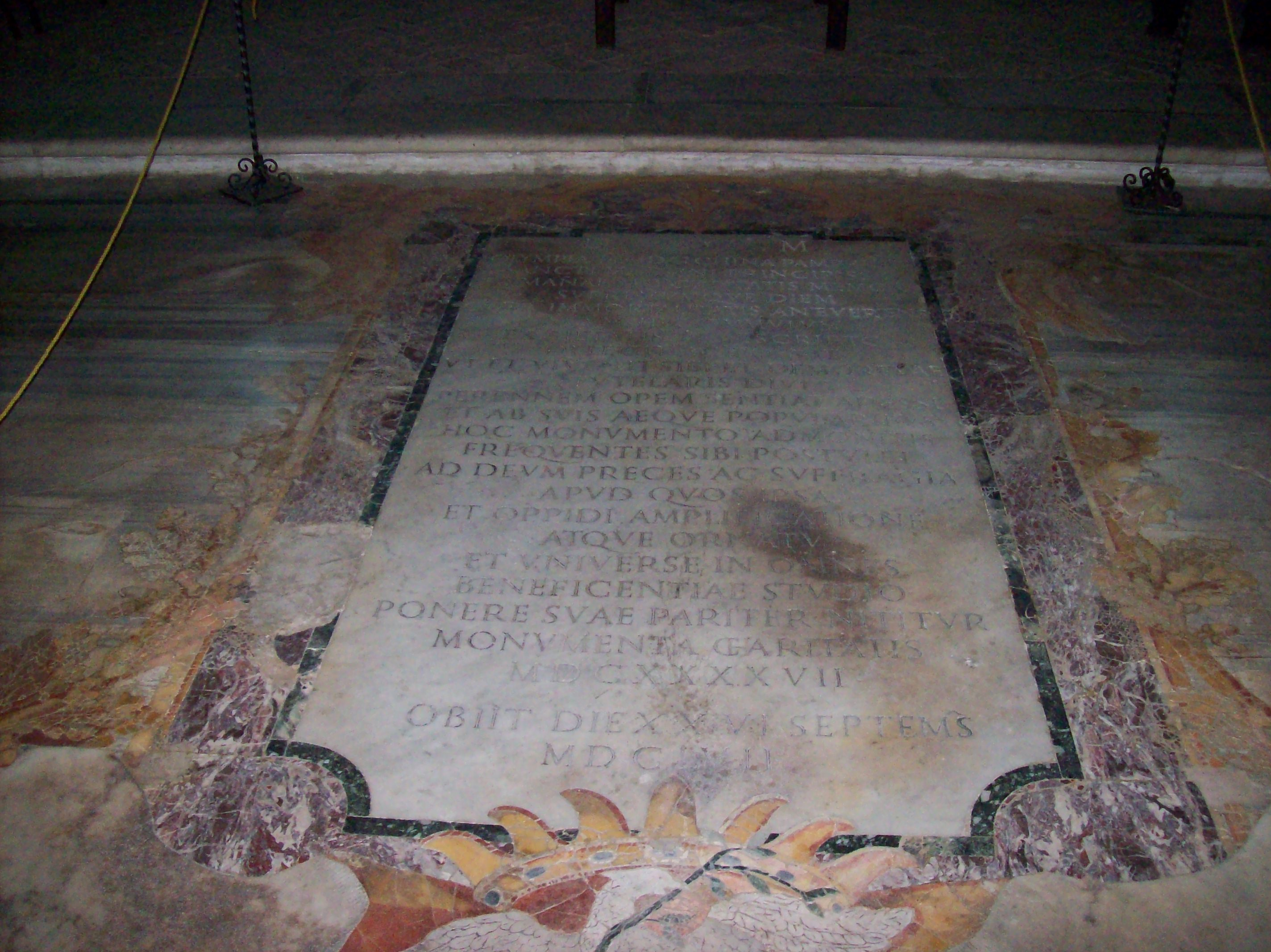
Могила Олимпии Майдалькини в Витербо

Влияние Олимпии Майдалькини ослабло после того, как Иннокентий X отозвал Фабио Киджи из Германии, сделал его государственным секретарём, а затем, 10 февраля 1652 года, кардиналом. Киджи сменил Иннокентия X как Папа Александр VII. После смерти Папы Иннокентия X в январе 1655 года Олимпия Майдалькини удалилась в Сан-Мартино-аль-Чимино в Витербо, где она и скончалась в 1657 году.
По словам папского историка Людвига фон Пастора, «несчастье Папы Памфили заключалось в том, что единственным человеком в его семье, который обладал качествами, необходимыми для исполнения этой должности, была женщина».

## Наследие
Будучи вдовой Паоло Нини, Олимпия Майдалькини принесла значительные богатства в дом Памфили, и, будучи матроной Памфили, она управляла большей частью имущества семьи. Папа Иннокентий уважал тот факт, что она решила не вступать в повторный брак после смерти его брата. В 1645 году венецианский посол докладывал: «Она очень благоразумная и достойная дама, она понимает, что занимает должность невестки по отношению к Папе, она пользуется уважением и любовью Его Святейшества, и оказывает на него большое влияние».
Здоровье восьмидесятилетнего понтифика начало ухудшаться в августе 1654 года. Церемониймейстер Фульвио Сервантио, который постоянно присутствовал в последние дни Папы Иннокентия, записал в церемониальном дневнике отчёт о смерти, похоронах и погребении Папы , в соответствии со стандартной практикой в отношении любого другого Папы XVII века.
К вечеру 26 декабря его состояние ухудшилось до такой степени, что вся семья была вызвана. В преддверии ожидаемой смерти Папы многие из кардиналов уже собрались в Риме перед последующим Конклавом. Иннокентий X получил соборование 28 декабря и, выразив желание проститься с кардиналами, собрал тридцать девять кардиналов у своей постели в Квиринальском дворце. Государственный секретарь Киджи, который присутствовал в течение последних двенадцати дней , префект Священного дворца епископ Скотти и ризничий монсеньор Альтини, а также различные посетители присутствовали, когда Папа умер в ночь на 6 января 1655 года.
Швейцарская гвардия сопровождала кардинала-камерленго Антонио Барберини в Квиринал, чтобы исполнить необходимые ритуалы, а кардинал Медичи посетил трёх племянников Папы, которые находились в другой комнате. После вскрытия тело было забальзамировано и на следующий день доставлено в Ватикан, где его поместили на катафалк в Сикстинской капелле. 8 января оно был перенесен в базилику Святого Петра, где на запечатывание гроба пришли кардиналы Людовизи, Киджи, Омодео, Оттобони, Сантакроче, Альдобрандини, Видман, Раджи, Пио и Гуалтерио, князья Памфили, Людовизи и Джустиниани, а также папский церемониймейстер Фульвио Сервантио. Похороны состоялись 17 января. Гробница Папы Иннокентия находится в церкви Сант-Аньезе-ин-Агоне, которую он построил в 1652 году рядом с фамильным дворцом палаццо Памфили в Риме.

## Посмертная репутация, легенды и спекуляции

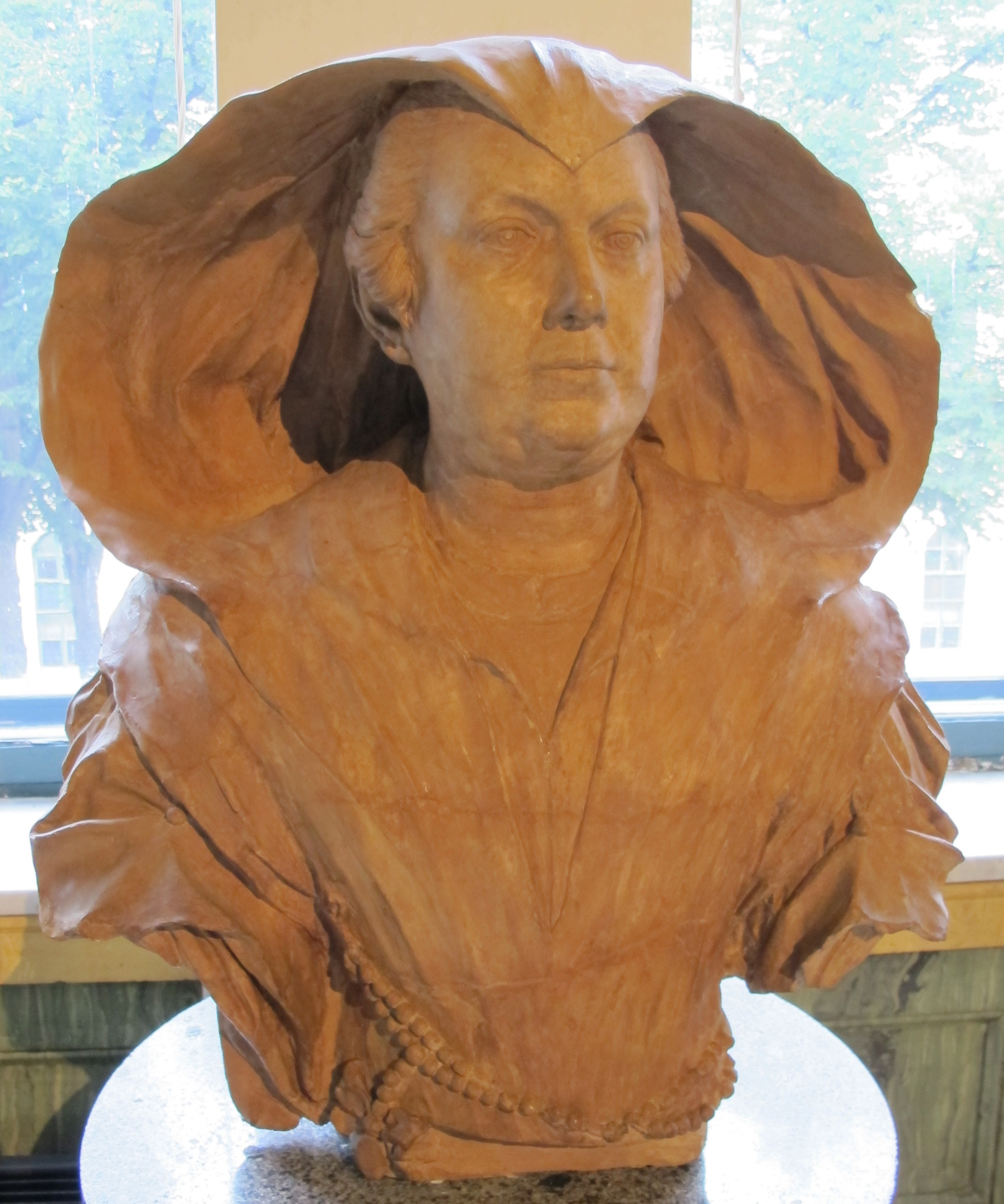
Бюст Олимпии Майдалькини работы Альгарди, терракотовая версия в Эрмитаже

Антикатолический публицист Грегорио Лети писал, что
В течение последнего года жизни Папы Олимпия Майдалькини почти никогда не покидала его сторону, полностью контролируя доступ к Папе и к деньгам, которые она могла сделать, и власти, которую она могла бы получить через него. Говорят, что в последние недели его жизни она будто запирала его в своей комнате раз в неделю, пока она вывозила деньги и другие ценности из папского дворца в свой собственный дворец. Даже с его смертью она не избежала неизбежного возмездия, полагая, что она может привести к дружескому результату на Конклаве, используя влияние и деньги. ...Мертвого папу она оставил на произвол судьбы, даже не предоставив ему надлежащий гроб для его церемонии прощания.
Архиепископ Остин Доулинг характеризует «антипапскую историю конклавов» Лети как «лживую и неточную». Тем не менее, рассказ Лети был впоследствии повторён и широко распространён более поздними историками и писателями, такими как Т.А. Троллоп, который признал, что «неточность Лети как историка печально известна», всё же сообщал, что тело Папы было полностью заброшено на три дня. История, повторенная Элеонорой Герман.
Леопольд фон Ранке, который гордился своими первоисточниками, использовал работы Лети. Работа Ранке была очень популярна в XIX веке, но позднее его подход был поставлен под сомнение как наивный.
Репутацию Майдалькини можно увидеть в её нелестном бюсте Алессандро Альгарди (около 1650 года), который в настоящее время находится в галерее Дориа-Памфили. Майдалькини была известна тем, что охраняла доступ к Иннокентию X и использовала его для своей финансовой выгоды. Энн Сазерленд истолковала её проволочный вдовий  капюшон в бюсте как удар по тому факту, что ни Майдалькини, ни её семья не обеспечили захоронение Иннокентия X после его смерти в 1655 году, которое было оплачено бывшим дворецким Иннокентия X.
Элеонора Герман говорит, что Олимпия заперла Папу в одиночестве в его комнате в ночь с 26 на 27 декабря, а сама отправилась в свой дворец в опасаясь, что Папа умрёт в ту же ночь и что её дворец был бы разграблен и сожжён:361. Утром 27-го она была лишена доступа к покоям Иннокентия X, к большому её огорчению, поскольку она ожидала украсть два сундука с золотом, которые были спрятаны под кроватью Папы Иннокентия:362. Сразу после того, как тело Папы Иннокентия было унесено 29 декабря она вошла в комнату, вывезла сундуки и сбежала во дворец, чтобы запереться, опасаясь того, что может с ней сделать разгневанная толпа:364. Олимпия позволила понтифику оставаться не погребённым в течение трёх дней и быть похороненным в «наипростейшей форме какой только можно было себе представить», утверждая, что она бедная вдова, которая не может устроить надлежащее погребение.
Некоторые историки описывают Иннокентия X как «полностью находящегося под контролём» Майдалькини. Эта практика связана с отчетами римской Пасквинады, а также французских пасквилей (Иннокентий X сторонился Францию в пользу Испании и протестантских источников. Католическая энциклопедия (1913 год) называет Майдалькини «великим позором» на понтификате «невинного» Иннокентия X, которого он называет «приверженцем справедливости». Майдалькини иногда называют «папесса», аналогичное титулование также применяется к Паскуалине Ленерт (доверенному лицу Папы Пия XII) и (легендарной) Папессе Иоанне. Некоторые источники даже утверждают, что Майдалькини был любовницей Иннокентия X, обвинение, восходящее к сочинению Грегорио Лети «Жизнь Олимпии Майдалькини» (1666), написанное под псевдонимом Гуалдус, и что она отравляла кардиналов (с помощью своего фармацевта Экзили), чтобы открыть дополнительные вакансии для симонии. Немецкий историк Леопольд фон Ранке пришёл к выводу, что она не была любовницей Иннокентия X.